# Eckenhof
Eckenhof ist ein Gemeindeteil der Gemeinde Gerhardshofen im Landkreis Neustadt an der Aisch-Bad Windsheim (Mittelfranken, Bayern). Eckenhof liegt in der Gemarkung Gerhardshofen.

## Geografie
Die Einöde liegt an der Aisch und an einem namenlosen Bach, der dort als linker Zufluss in die Aisch mündet. Eine Gemeindeverbindungsstraße führt nach Gerhardshofen (0,7 km nordöstlich) bzw. nach Rappoldshofen (1,1 km südwestlich).

## Geschichte
Der Ort wurde 1345 als „Ekkenhofen“ erstmals urkundlich erwähnt. Seit 1506 gehörte ein Hof der Reichsstadt Nürnberg.
Gegen Ende des 18. Jahrhunderts gab es in Eckenhof drei Anwesen. Das Hochgericht und die Dorf- und Gemeindeherrschaft übte das brandenburg-bayreuthische Kasten- und Jurisdiktionsamt Dachsbach aus. Grundherren waren das Klosteramt Birkenfeld (1 Widemgut) und das Landesalmosenamt der Reichsstadt Nürnberg (2 Halbhöfe).
Von 1797 bis 1810 unterstand der Ort dem Justizamt Dachsbach und Kammeramt Neustadt. Im Rahmen des Gemeindeedikts wurde Eckenhof dem 1811 gebildeten Steuerdistrikt Gutenstetten und der 1813 gebildeten Ruralgemeinde Pahres zugeordnet. Mit dem Zweiten Gemeindeedikt (1818) wurde es nach Gerhardshofen umgemeindet.

### Ehemaliges Baudenkmal
- Haus Nr. 59: Zweigeschossiges Walmdachhaus des 18./19. Jahrhundert, unbewohnt. Erdgeschoss gemauert. Obergeschoss verputztes Fachwerk. Gurtband an der Südseite.[10]

### Einwohnerentwicklung
| Jahr      | 001818 | 001840 | 001861 | 001871 | 001885 | 001900 | 001925 | 001950 | 001961 | 001970 | 001987 | 002016 | 002020 |
| Einwohner | 27     | 22     | 17     | 21     | 20     | 17     | 18     | 23     | 12     | 10     | 9      | 11     | 9      |
| Häuser    | 5      | 5      |        |        | 3      | 3      | 3      | 3      | 3      |        | 2      |        |        |
| Quelle    | [ 12 ] | [ 13 ] | [ 14 ] | [ 15 ] | [ 16 ] | [ 17 ] | [ 18 ] | [ 19 ] | [ 20 ] | [ 21 ] | [ 22 ] | [ 23 ] | [ 1 ]  |

## Religion
Der Ort ist seit der Reformation evangelisch-lutherisch geprägt und bis heute nach St. Peter und Paul (Gerhardshofen) gepfarrt.